# Omyomymar alar
Omyomymar alar is een vliesvleugelig insect uit de familie Mymaridae. De wetenschappelijke naam is voor het eerst geldig gepubliceerd in 1983 door Schauff.